# Caitlyn Jenner
Caitlyn Marie Jenner (născută William Bruce Jenner; n. 28 octombrie 1949, Mount Kisco⁠(d), Westchester County, New York, SUA) este o personalitate de televiziune americană și un fost decatlonist ce a câștigat medalia olimpică de aur. 
Jenner a jucat fotbal american la colegiu pentru echipa Graceland Yellowjackets înainte de a suferi o accidentare la genunchi, ce a necesitat o intervenție chirurgicală. Convins să încerce decatlonul de L. D. Weldon, antrenorul decatletului olimpic Jack Parker, cariera de 6 ani de decatlon lui Jenner a culminat  prin victoria la Olimpiada de vară din 1976 de la Montreal, setând un al treilea record mondial succesiv și devenind faimos ca „un erou complet american”.  Primind titlul neoficial de „cel mai mare sportiv din lume”,  Jenner a stabilit o carieră în televiziune, film, scris, automobilism, afaceri și ca model de copertă Playgirl. 
Jenner are șase copii cu trei soții succesive - Chrystie Crownover, Linda Thompson și Kris Jenner - și, din 2007, a apărut în serialul de reality television Keeping Up with the Kardashians cu Kris, fiicele lor Kendall și Kylie Jenner și ceilalți copii ai lui Kris, Kourtney, Kim, Khloé și Rob Kardashian.
La naștere i s-a atribuit sexul masculin, dar în aprilie 2015 Caitlyn Jenner a și-a afirmat  public identitatea de femeie trans. Noul lui nume a fost anunțat public în iulie în același an, numele și sexul său fiind modificate legal în septembrie.  Din 2015 până în 2016, Jenner a jucat în serialul de reality television I Am Cait, care s-a concentrat pe tranziția sa de gen. În ianuarie 2017, a fost supus unei operații de confirmare a genului. Jenner a fost numit cel mai cunoscut barbat transgender din lume.

## Tinerețe
Caitlyn Marie Jenner s-a născut cu numele William Bruce Jenner în 28 octombrie, 1949, în Mount Kisco, New York. A fost cunoscută drept Bruce Jenner până în iunie 2015. Părinții ei sunt Esther Ruth (născută McGuire) și William Hugh Jenner, care a fost un arboricultor. Ea este de origine engleză, scoțiană, irlandeză, olandeză și galeză. Fratele său mai mic, Burt, a murit într-un accident de mașină în Canton, Connecticut în 30 noiembrie, 1976, la scurt timp după succesul lui Jenner la Jocurile Olimpice. La o vârstă fragedă, Jenner a fost diagnosticată cu dislexie.
Jenner a studiat la liceul Sleepy Hollow în Sleepy Hollow, New York, în clasele a IX-a și a X-a și la liceul Newtown din Newtown, Connecticut, în clasele a XI-a și a XII-a, absolvind în 1968. Jenner a câștigat o bursă datorită fotbalului american și a studiat la Colegiul Graceland (acum Universitatea Graceland) în Lamoni, Iowa, dar a fost forțată să renunțe la fotbal datorită unei răniri la genunchi. Recunoscând potențialul lui Jenner, antrenorul de pistă din Graceland L. D. Weldon a încurajat-o pe Jenner să treacă la decatlon. Jenner a debutat ca decatlet în 1970 la decatlonul Drake Relays din Des Moines, Iowa, terminând pe locul al cincilea. Jenner a absolvit de la Colegiul Graceland în 1973 cu o diplomă în educație fizică.

## Cariera îndecatlon

### Începutul carierei
La probele olimpice americane din 1972 din Eugene, Oregon, Jenner s-a situat pe locul cinci în decatlonul masculin, în spatele lui Steve Gough și Andrew Pettes, rămânând doar ultimul eveniment. Nevoită recupereze o diferență de 19 secunde fată de Gough la proba de 1500 de metri - bărbați, Jenner s-a calificat pentru echipa olimpică alergând o tură finală rapidă, terminând cu 22 de secunde înaintea celorlalți alergători. Aceasta a determinat ziarul Eugene Register-Guard să întrebe: „Cine-i Jenner?”. În urma probelor olimpice, Jenner a terminat pe locul al zecelea în decatlonul la Jocurile Olimpice de vară din 1972, de la Munchen. Văzându-l pe sovieticul Mykola Avilov câștigând evenimentul, Jenner a fost inspirată să înceapă un regim de antrenament intens. „Pentru prima dată, știam ce vreau din viață și asta a fost, și acest tip o avea. Am început să mă antrenez în noaptea aceea la miezul nopții, alergând pe străzile din Munchen, Germania, ca să mă antrenez pentru Jocuri. M-am antrenat din acea zi până  Jocurile din 1976, 6–8 ore pe zi, în fiecare zi, 365 de zile pe an."  
După ce a absolvit la Graceland, Jenner s-a căsătorit cu prietena sa Chrystie Crownover și s-a mutat în San Jose, California. Crownover a adus cea mai mare parte din venitul familie lucrând ca stewardesă pentru United Airlines. Jenner se antrena în timpul zilei și vindea asigurări în timpul nopții, câștigând USD$9.000 pe an. În era de dinainte ca atleții profesioniști americani să fie lăsați să partiipe lîn sporturi olimpice, acest fel de antrenament era de nemaivăzut. Pe de cealaltă parte, atleții sovietici erau sponsorizați de stat, ceea ce le dădea un avantaj față de atleții americani amatori. În această perioadă, Jenner s-a antrenat pe traseele de la Colegiul Orașului San Jose (San Jose City College - SJCC) și de la Universitatea de Stat San Hose (San Jose State University - SJSU). Atletismul din San Jose se învârtea în jurul antrenorului de la SJCC Bert Bonanno; în acea periodă, orașul era un loc popular pentru antrenament și era numit "Capitala de Pistă a Lumii". Mulți alți atleți ce sperau să ajungă la Jocurile Olimpice se antrenau de asemenea în San Jose; lista îi include pe Millard Hampton, Andre Phillips, John Powell, Mac Wilkins, și Al Feuerbach. Părțile din decatlon la care Jenner avea cel mai mult succes erau cele ce necesitau pricepere din cea de-a doua a doua zi: cursa cu obstacole, aruncarea discului, săritura cu prăjina, aruncarea suliței și cursa de 1500 de metri.

### Succesul olimpic

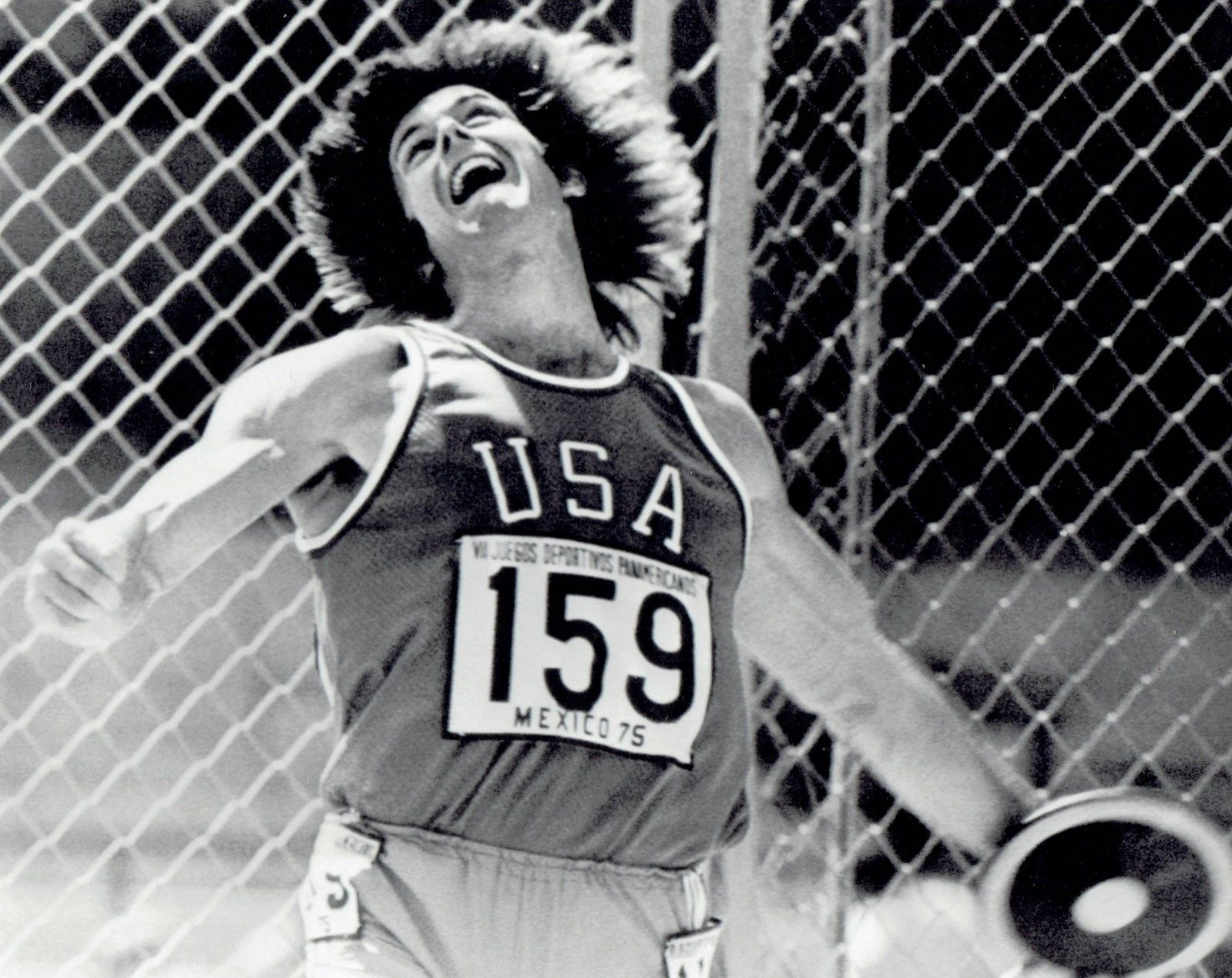
Jenner la Jocurile Panamericane din 1975

Jenner a fost campioana americană la evenimentul masculin de decatlon din 1974 și a fost prezentată pe coperta numărului din august 1974 al revistei Track & Field News. În turneu în 1975, Jenner a câștigat campionatul național al Franței, și o medalie de aur la Jocurile Panamericane din 1975, obținând recordul turneului cu 8.045 de puncte.  Aceasta a fost urmată de noi recorduri mondiale de 8.524 puncte la întâlnirea triunghiulară SUA / URSS / Polonia la Eugene, Oregon, în perioada 9-10 august, 1975, depășind recordul lui Avilov,  și 8.538 de puncte la probele olimpice (de dinaintea jocurilor) din 1976, de asemenea la Eugene.  Recordul din Eugene a fost un scor hibrid di cauza unei erori a sistemului de cronometrare și a unor aruncări ajutate de vânt. Totuși, Jenner era mândră de acest "Micuț antrenament minunat, nu?" 
Din cele 13 decatloane la care Jenner a participat între 1973 și 1976, singura dată când a pierdut a fost la Campionatele Naționale ale Uniunii Atletice a Amatorilor (AAU) din 1975, când la săritura cu prăjina nu a reușit să treacă peste bară, ceea ce i-a stricat scorul.
La Jocurile Olimpice din 1976 de la Montréal, Jenner a doborât cinci recorduri personale în prima zi a decatlonului masculin – un mare succes – în ciuda faptului că se afla pe locul doi, în spatele lui Guido Kratschmer din Germania de Vest. Jenner era încrezătoare: „A doua zi are toate evenimentele mele bune. Dacă totul merge bine, ar trebui să ajungem în față înainte ca totul să se termine”. În urma unei furtuni din a doua zi, Jenner l-a urmărit pe coechipierul său Fred Dixon rănindu-se la cursa de 110 metri cu obstacole, așa că luat o abordare mai prudentă a obstacolelor și a discului, apoi a avut recorduri personale la săritura cu prăjina, unde Jenner a preluat conducerea, și la aruncarea suliței. Din acel moment, victoria a fost practic asigurată, dar a rămas de văzut cât de mult va îmbunătăți Jenner recordul. În evenimentul final - cei 1500 de metri, care a fost vizionat în direct la televiziunea națională - Jenner arăta mulțumit să termine lunga competiție. Jenner a sprintat în ultima tură, recuperând un deficit de 50 de metri și aproape că l-a prins din urmă pe favoritul evenimentului, sovieticul Leonid Lîtvînenko, care deja era foarte departe de a obține medalia de aur, dar a cărui record personal fusese cu opt secunde mai bun decât recordul personal al lui Jenner de dinainte de cursă. Jenner a stabilit record personal și a câștigat medalia de aur cu un scor-record mondial de 8.618 puncte.
Rezultatele decatlonului: 10,94 +0,0 PB (819), 7,22 +0,0 PB (865), 15,35 PB (809), 2,03 PB (882), 47,51 PB (923), 14,84 (866), 50,04 (873), 4,80 PB (1005), 68,52 PB (862), 4:12,61 PB (714).

### Impact
După eveniment, Jenner a luat un steag SUA de la un spectator și l-a fluturat în timpul turului victoriei, începând o tradiție care acum este des văzută printre atleții câștigători. Abandonând-și prăjinele la stadion, cu intenția de a nu mai concura vreodată, Jenner a spus: „În 1972, am luat decizia că pentru patru ani mă voi dedica total activității mele, și apoi voi trece peste când va fi gata. Am intrat în competiție știind că va fi ultima dată când voi face asta.” Jenner a explicat că, „Te doare în fiecare zi când te antrenezi din greu. În plus, când decatlonul e gata, mai am tot restul vieții mele să mă recuperez. Cui îi pasă cât de rău doare?”
Datorită victoriei sale la decatlonul olimpic, Jenner a devenit un erou național și a primit decorația James E. Sullivan Award ca atletul amator de top din Statele Unite și a mai fost numită și Atletul Masculin al Anului în 1976 de către Associated Press.
Recordul mondial și olimpic al lui Jenner a fost doborât cu patru puncte de către Daley Thompson la Jocurile Olimpice din 1980 de la Moscova.

### Recorduri personale
- 100 de metri - 10,94 (1976)
- 400 de metri - 47,51 (1976)
- 1500 de metri - 4:12,61 (1976)
- 110 metri garduri - 14,84 (1976)
- Săritura în înălțime - 2,03 m (1976)
- Săritura cu prăjina - 4,80 m (1976)
- Săritura în lungime - 7,22 m (1976)
- Aruncarea greutății - 15,35 m (1976)
- Aruncarea discului - 50,04 m (1976)
- Decatlon - 8634 puncte (1976)

## Cariera post-olimpică

### Profitând de faima olimpică

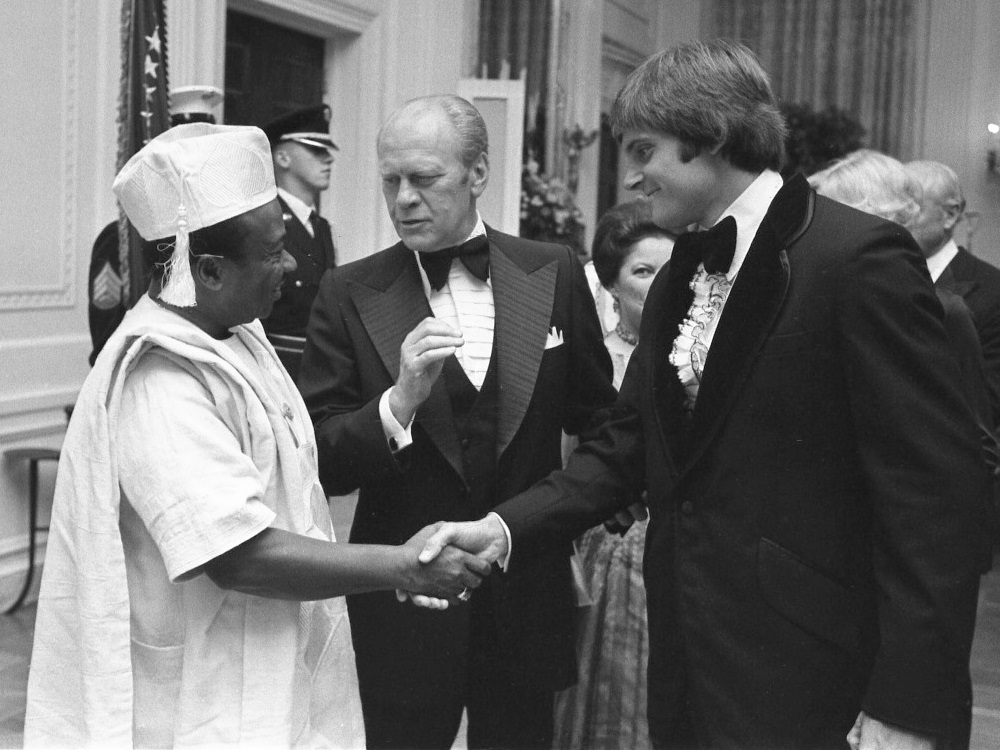
Jenner (dreapta) îl salută pe președintele liberian William Tolbert (stânga) la Casa Albă la 21 septembrie 1976, în timp ce președintele Statelor Unite Gerald Ford privește

#### Purtător de cuvânt pentru Wheaties
În 1977, Caitlyn Jenner a devenit purtătoarea de cuvânt a brandului de cereale Wheaties și a apărut în o fotografie pe cutiile lor de cereale. Preluând de la atletul olimpic Bob Richards, Jenner a fost a doua într-o succesiune de atleți ce au fost aleși drept purtători de cuvânt pentru brand. Mary Lou Retton a succedat-o pe Jenner în 1984.
În 22 noiembrie 1977, Caitlyn Jenner s-a dus în San Francisco pentru a respinge acuzațiile procurorului șef al districtului San Francisco Joseph Freitas că General Mills - producătorul Wheaties - s-a folosit de reclamă falsă în campania publicitară care o includea și pe Jenner. Lui Jenner îi plăceau Wheaties și consuma cerealele de două sau trei ori pe săptămână, ceea ce suporta afirmațiile campaniei publicitare. Două zile mai târziu, Freitas a retras acuzațiile, spunând că a fost "un caz de exces de zel" din partea angajaților săi.